# Simon Kemény
Simon Kemény (geboren als Simon Kohn 19. August 1882 in Tass, Komitat Bács-Kiskun, Österreich-Ungarn; gestorben 27. Januar 1945 in Budapest) war ein ungarischer Schriftsteller und Journalist.

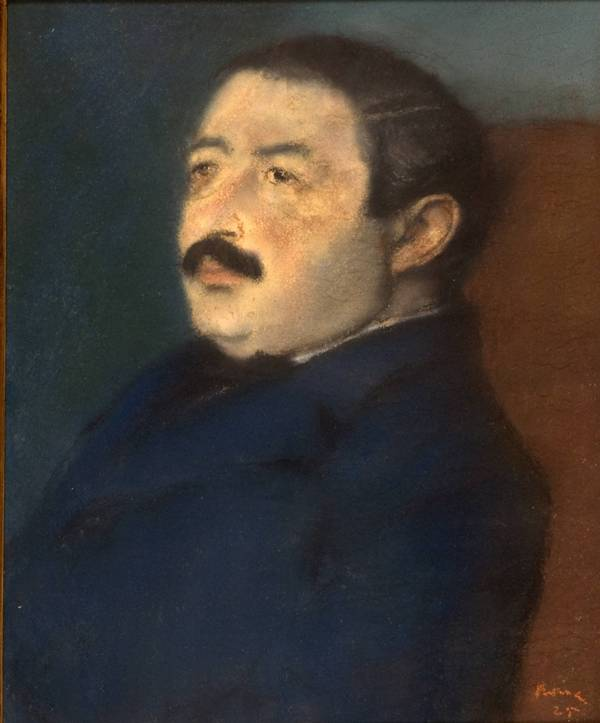
József Rippl-Rónai: Simon Kemény (1925)

## Leben
Simon Kohn stammte aus ärmlichen Verhältnissen jüdischer Eltern. Er magyarisierte 1898 seinen Namen in Kemény, konvertierte zum Katholizismus und wurde zuerst Beamter und dann Journalist in Budapest. Er schrieb für die Zeitung Budapesti Napló und wurde später stellvertretender Redakteur der Tageszeitung Az Est.
Keménys erster Gedichtband, Klagelieder, wurde 1909 veröffentlicht. Seine Gedichte wurden in den Zeitschriften A Hét, Nyugat und  Új Idők veröffentlicht. Er schrieb auch für das Theater. 
Nach Inkrafttreten der „jüdischen Gesetze“ des Horthy-Regimes 1938 wurde er bei der Zeitung entlassen. Kemény wurde kurz vor Kriegsende im Garten seines Hauses von Pfeilkreuzlern ermordet. 
Kemény war mit Rozáliá Ujfalusi (1888–1972) verheiratet. Er führte im Krieg ein Tagebuch, das 1987 auszugsweise veröffentlicht wurde.

## Werke (Auswahl)
- Lamentációk. Lyrik. Budapest, 1909
- Balkon. Lyrik. Budapest, 1914
- Így élem világom. Lyrik. Budapest, 1922
- Az ördög tarisznyája. Lyrik. Budapest, 1931
- Reménytelen menekülés. Lyrik. Budapest, 1934
- Ördögök, tündérek. Erzählungen. Budapest, 1936
- Hétputtonyos. Lyrik. Budapest, 1938
- Egy szem vadgesztenye. Lyrik. Budapest, 1961
- Napló, 1942–1944. Tagebücher. Budapest, 1987